# Dintera
Dintera es un género con cinco especies de plantas de flores perteneciente a la familia Scrophulariaceae. 

## Especies seleccionadas
- Dinteranthus microspermus
- Dinteranthus pole-evansii
- Dinteranthus puberulus
- Dinteranthus vanzijlii
- Dinteranthus wilmotianus

- Datos: Q8560047
- Especies: Dintera